# Jealousy (singel Willa Younga)
Jealousy – piosenka trip hopowa stworzona na piąty album studyjny brytyjskiego wokalisty Willa Younga pt. Echoes (2011). Wyprodukowany przez Richarda X, utwór wydany został jako inauguracyjny singel promujący krążek dnia 19 sierpnia 2011 roku.

## Wydanie singla
W lipcu 2011 singel został wysłany do rozgłośni radiowych, a miesiąc później został wydany cyfrowo w sieci.
„Jealousy” odniósł umiarkowany sukces komercyjny. Singel był przebojem #1 w Mauritiusie. Objął pozycje w Top 5 oficjalnych notowań w Wielkiej Brytanii, Szkocji i Niue oraz uplasował się na miejscu #12 w Estonii i Litwie. Na UK Singles Chart był pierwszym singlem Younga od czasu „All Time Love” (2006), który zajął miejsce w czołowej piątce zestawienia.

## Listy utworów i formaty singla
Digital download
1. „Jealousy” (Radio Edit) – 3:14
2. „Jealousy” (Moto Blanco Radio Mix) – 3:31
3. „Jealousy” (Moto Blanco Club Mix) – 7:23

## Pozycje na listach przebojów
| Kraj/region     | Notowanie (2011)       | Wydawca     | Najwyższa pozycja |
| --------------- | ---------------------- | ----------- | ----------------- |
| Estonia         | Official Airplay Chart | IFPI        | 12                |
| Grecja          | Top 50 Singles         | IFPI Greece | 62                |
| Irlandia        | Top 50 Singles         | IRMA        | 23                |
| Litwa           | Official Singles Chart | IFPI        | 12                |
| Mauritius       | Official Singles Chart | IFPI        | 1                 |
| Niue            | Official Singles Chart | IFPI        | 5                 |
| Słowacja        | Top 100 Singles        | IFPI        | 46                |
| Szkocja         | Top 75 Singles         | OCC         | 4                 |
| Wielka Brytania | UK Singles Chart       | OCC         | 5                 |
| Węgry           | Top 40 Airplay         | MAHASZ      | 35                |

## Historia wydania
| Region          | Data             | Format           |
| --------------- | ---------------- | ---------------- |
| Wielka Brytania | 11 lipca 2011    | airplay          |
| Wielka Brytania | 19 sierpnia 2011 | digital download |
| Polska          | 28 sierpnia 2011 | airplay          |